# José Portal Fradejas
José Fernández-Portal Fradejas, fallecido en Santiago de Compostela el 13 de mayo de 1942,
 fue un abogado, político y periodista español, de origen gallego.

## Trayectoria

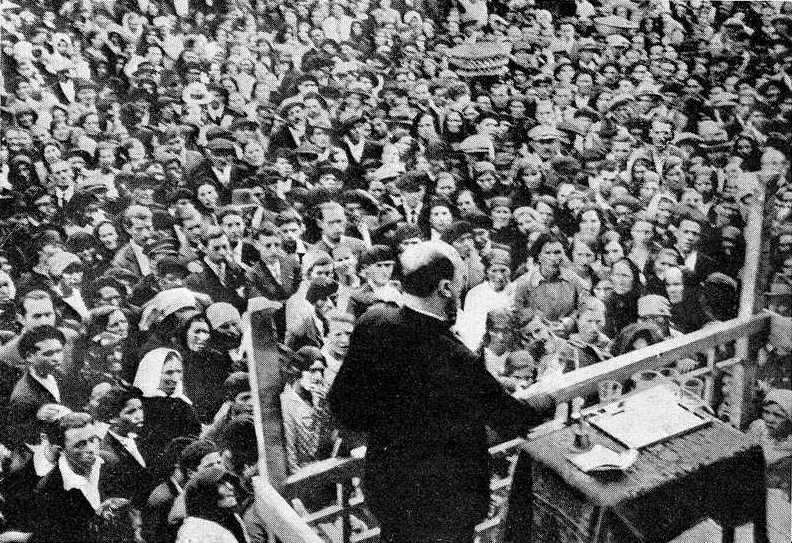
José Portal Fradejas en un mitin de la URD en 1932.

Estudió Derecho en la Universidad de Santiago de Compostela, fue presidente de la Junta Carlista de Santiago de Compostela. Terciario franciscano, estuvo muy influido por el pensamiento de Juan Vázquez de Mella, del que se considera discípulo y continuador. Fue diputado provincial. Durante la Segunda República fue presidente de la Unión Regional de Derechas de Santiago de Compostela y de la asociación Defensores de Santiago, constituida en 1933. Fue redactor de El Pensamiento Español, colaboró en El Debate, El Correo de Galicia, Vida Gallega y El Compostelano. Recibió la cruz roja del Mérito Militar.

## Vida personal
Casó con Luisa Ladrón de Guevara.